# Begraafplaatsen van Groningen-Stad

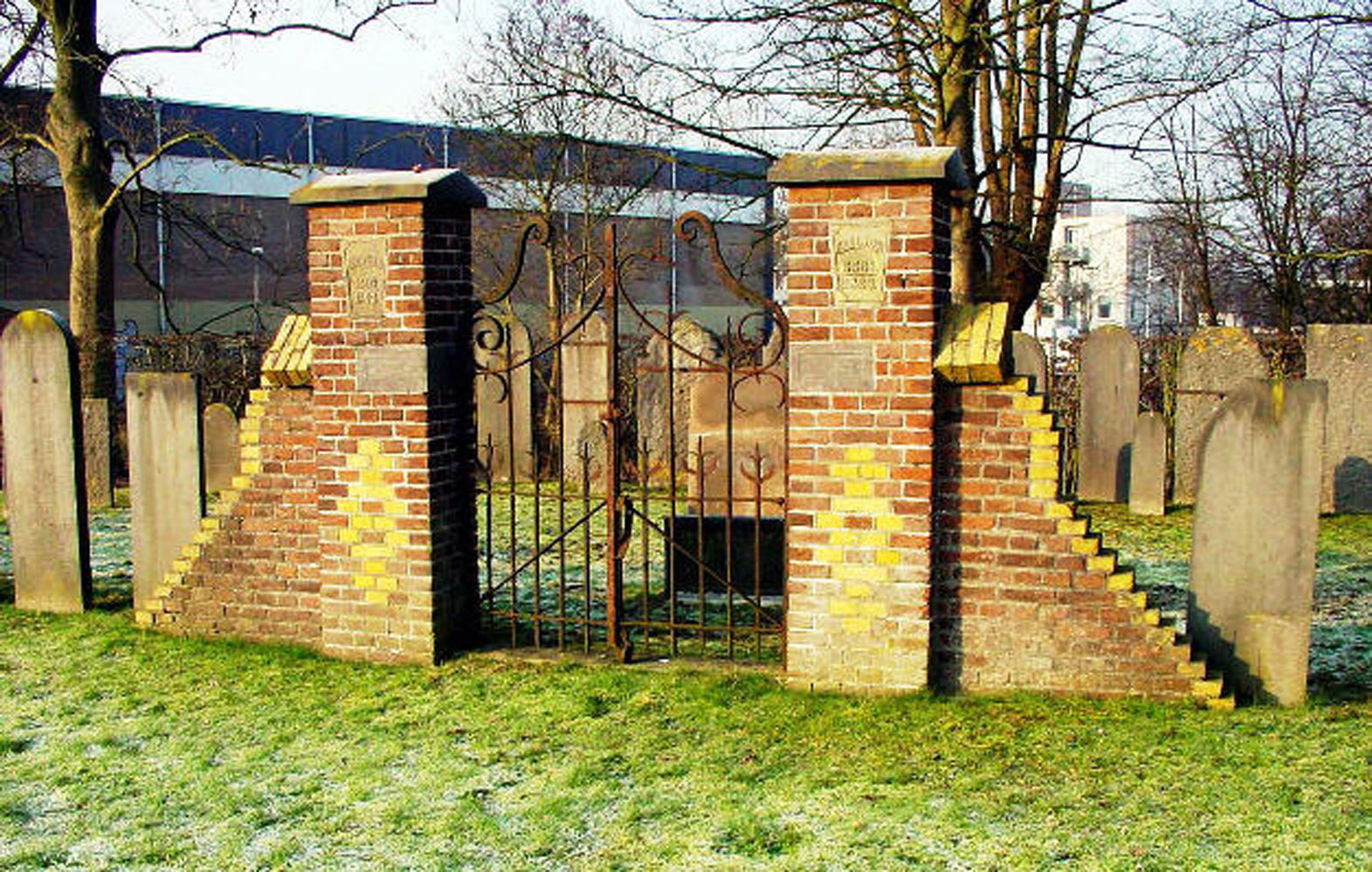
De toegangspoort tot eerste Joodse begraafplaats te Groningen, het zogenaamde Jodenkamp

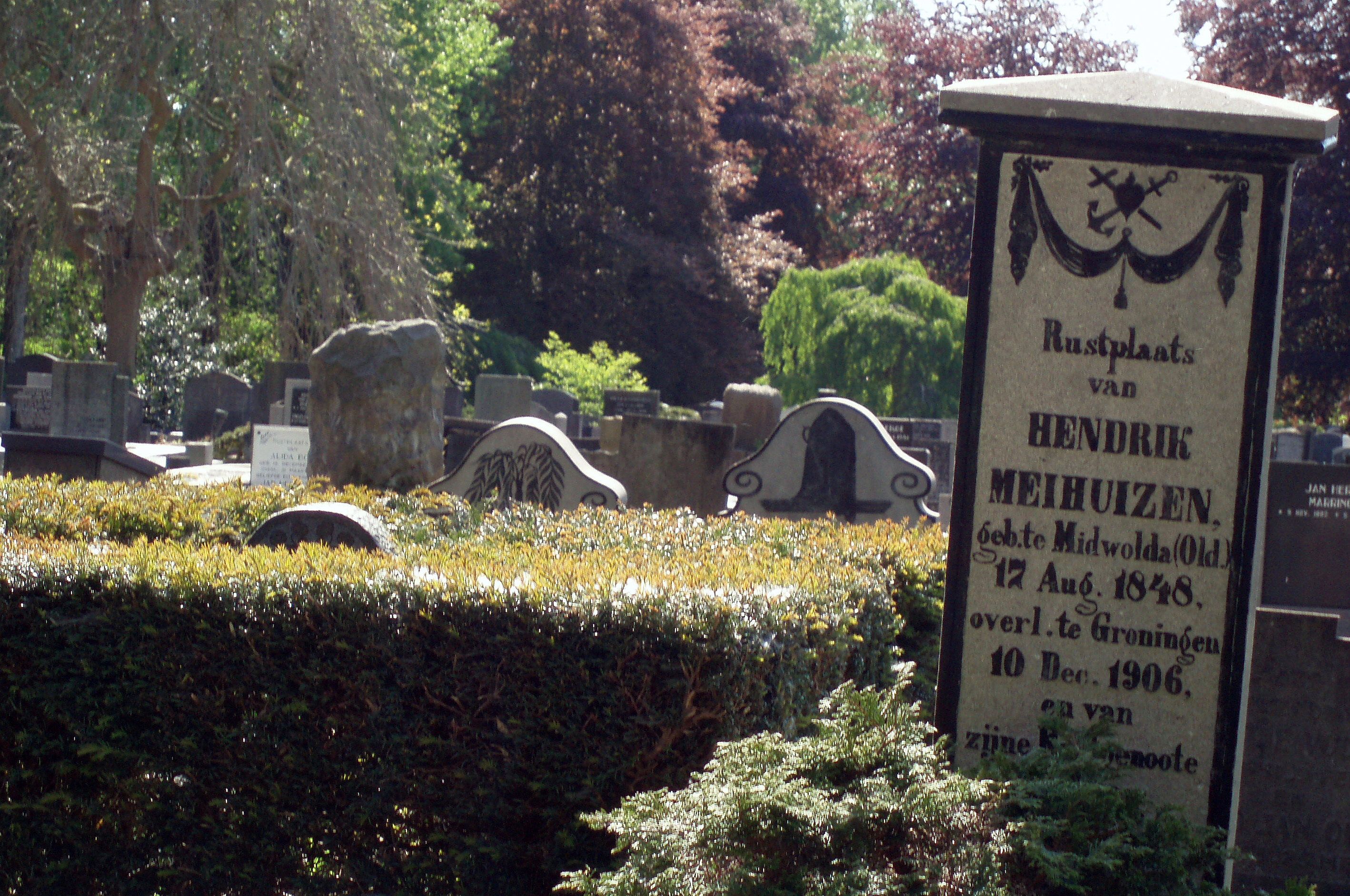
De Noorderbegraafplaats aan de Moesstraat

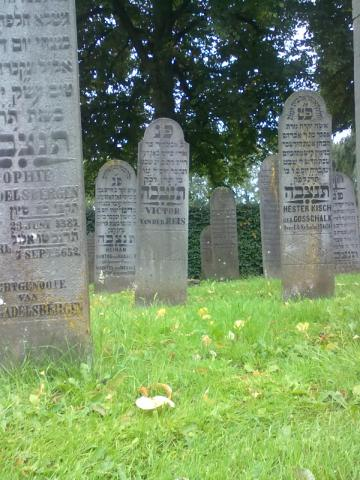
Joodse graven op de Noorderbegraafplaats aan de Moesstraat.

De Nederlandse stad Groningen kent een zestal begraafplaatsen.

## Ontstaan begraafplaatsen
Tot omstreeks 1800 werd er begraven in de kerken van Groningen en op enkele kerkhoven rondom de kerken. Voor de allerarmsten was er nog het Suyderkerckhof, gelegen op de locatie waar zich nu de Pathé-bioscoop bevindt. Ruimtegebrek, stank en overlast tijdens de kerkdiensten leidden ertoe dat de overheid begrafenissen in kerken wilde verbieden. Kerkvoogdijen vreesden echter voor verlies aan inkomsten, zodat het lange tijd niet tot een verbod kwam. Tijdens de Franse overheersing onder Napoleon werd een verbod gerealiseerd, maar dat bleek tijdelijk: bij het aantreden van Koning Willem I werd het weer ongedaan gemaakt.
Koning Willem I kwam echter wel tot het inzicht dat begraven in de kerken tot het verleden moest behoren, onder andere door kritiek van medici en weerstand uit allerlei lagen van de bevolking. In Groningen was bovendien in 1826 een epidemie uitgebroken, die aan 2900 mensen het leven kostte. Daarop bracht professor Theodorus van Swinderen in 1826 een advies uit aan de raad van de stad om buiten de stadspoort aan de noord- en de zuidkant twee begraafplaatsen aan te leggen.

### Noorder- en Zuiderbegraafplaats
Aldus geschiedde en zo konden in 1827 beide begraafplaatsen in gebruik worden genomen: de Zuiderbegraafplaats aan de Heereweg en de Noorderbegraafplaats aan de Moesstraat.
Dit waren begraafplaatsen met kaarsrechte hoofdlanen en haaks daarop rechte zijpaden. Ze moesten sober en doelmatig zijn. Dat paste uitstekend bij het karakter van de Groningers, die niet hielden van overdaad. Sommigen evenwel gaven blijk van enige buitensporigheid, zoals duidelijk wordt uit het grafmonument van Willem Albert Scholten.

### Rooms-katholieke begraafplaats
In 1872 werd begonnen met de aanleg van een rooms-katholieke begraafplaats aan de Hereweg. Een terrein, dat lag binnen de voormalige verdedigingswerken en waarvoor aan de Minister van Oorlog toestemming moest worden gevraagd om de begraafplaats hier aan te leggen.

### Joodse begraafplaats
De Joden hadden van 1747 tot 1827 een Joodse begraafplaats op een dwinger in de noordoostelijke vestingwal, het zogenaamde Jodenkamp. Deze begraafplaats werd in 1954 geruimd. Van 1827 tot 1909 werd gebruikgemaakt van een apart deel op de Noorderbegraafplaats. Vanaf 1909 wordt de Joodse begraafplaats tegenover Selwerderhof gebruikt.

### Esserveld
Aan het begin van de twintigste eeuw begonnen de Noorder- en Zuiderbegraafplaats vol te raken en werd de begraafplaats Esserveld aangelegd. De begraafplaats opende in 1924.

### Selwerderhof
In 1940 begon men aan de Iepenlaan met de aanleg van begraafplaats Selwerderhof, momenteel de grootste begraafplaats in Groningen. Pas in 1949 was de klus helemaal geklaard, dit onder andere in verband met de Tweede Wereldoorlog. Op het terrein van deze begraafplaats bevinden zich onder andere tevens een Islamitische- en een kinderbegraafplaats, alsmede een Indië-monument en een theehuis.